# 林盛街道
林盛街道，是中华人民共和国辽宁省沈阳市苏家屯区下辖的一个乡镇级行政单位。

## 行政区划
林盛街道下辖以下地区：
矿工社区、林盛社区、文城堡村、四方台村、林盛堡村、达连屯村、史三家子村、吉祥屯村、褚贵堡村、沙河站村、长兴甸村、南乱木屯村和北乱木屯村。